# エターナル (女性グループ)
エターナル（Eternal）は、イングランドで結成され、1990年代に活躍した女性R&B音楽グループである。
ヴァーニー・ベネット（Vernie Bennett）、エスター・ベネット（Easther Bennett）姉妹と、ケリー・ブライアン（Kelle Bryan）という3人の黒人と、後にソロで活躍することとなる白人のルイーズ・ナーディングの4人組でスタートした。

## 来歴

### 1992年
Eternalは、1992年にベネット姉妹はロンドンのナイトクラブでスカウトされ、最終的にルイーズ・ヌーディングと出会う。ルイーズが長年の友人であるケレ・ブライアンを経営陣に紹介し、グループに加わるまで、3人組で、レコーディングを開始し、音楽マネージャーのオリバー・スモールマンによって結成。

### 1993年
9月20日、EMIレコードと契約しデビューシングル「 Stay」でデビュー、UKシングルチャートで4位を記録し、日本でもヒットした。
11月29日、1stアルバム「Always & Forever」で、UKアルバムチャートにて2位を獲得。このアルバムはイギリスで100万枚以上を売り上げ、4回プラチナに認定され、1994年で最も売れたアルバムの1つであり、その年で最も売れたデビューアルバムとなる。

### 1994年
1月3日、2ndシングル「Save Our Love」をリリース。
4月18日、3rdシングル「Just a Step from Heaven」をリリース。
8月8日、4thシングル「So Good」をリリース。
10月24日、5thシングル「Oh Baby I…」をリリース。
12月12日、6thシングル「 Crazy」をリリース。

### 1995年
ブリット・アワードにて4つにノミネートされたが、ルイーズがEternalの2ndアルバムのレコーディングの前にソロキャリアを追求したいということからグループを卒業することを決めた。2014年のインタビューで、ヴァーニー・ベネットは、ルイーズの卒業発表したとき、ショックと述べ、ケリーもルイーズとデュオを組むために卒業を提案したが、ケリーはそうしたくないと述べた。
10月9日、7thシングル「 Power of a Woman」をリリース。
10月30日、2ndアルバム「 Power of a Woman」はルイーズが卒業後、3人組での初のアルバムで、英国チャートに6位を獲得した。
11月27日、8thシングル「I Am Blessed」をリリース。

### 1996年
2月26日、9thシングル「Good Thing」をリリース。
3月13日、日本1stシングル「 Who Are You?」をリリース。
8月5日、10thシングル「 Someday」をリリース。
11月25日、11thシングル「Secret」がリリースされ、すべてがEternalの英国ヒット曲トップ10入りを果たした。

### 1997年
2月24日、12thシングル「Don't You Love Me」をリリース。
3月17日、3rdアルバム「Before in the rain」はこのアルバムはイギリスで3位を記録。
4月16日、日本2ndシングル「 Finally」をリリース。
5月19日、BeBe Winansとのコラボレートシングル、及び、13thシングル「I Wanna Be The Only One」はEternal は初の英国ナンバーワンを獲得。
9月29日、14thシングル「Angel of Mine」をリリース。
10月20日、ベスト・アルバムである「 Greatest Hits」がUKアルバム・チャートで2位にランクイン。

### 1998年
ケリーが卒業。パーティー・イン・ザ・パーク公演の1週間後、ブライアンは弁護士からファックスでベネット姉妹によって物議を醸して解雇されました。彼らの理由は「職業関係の崩壊」を挙げた。しかし、ヴァーニーが「このTjは誰ですか」と尋ねると固く議論され、姉妹はデュオとして続けた。

### 1999年
10月18日、15thシングル「What'Cha Gonna Do」をリリース。
11月8日、4thアルバム「 Eternal」がリリースされ16位にランクイン。プロモーション不足によって、アルバムは87位にランクインするも、次のシングル「I Cry Real Tears」は2000年4月にリリースされる予定で、曲の新バージョンがリリースされる予定でした。しかし、アルバムの売れ行きが悪く、解散することなった。

### 2006年
エターナルは、ボーイズIIメンを含む他のアクトとのライブ再会ツアーのために再結成することが発表。ケリー・ブライアンとイースター・ベネットの2人が参加した（ヴァーニー・ベネットはジャミー・レッドナップとの結婚後、妊娠していたため、辞退、ルイーズはソロ活動専念）。ケリーは、バンドが解散してから過去数年間に多数のレコード契約をオファーされたと主張した。予期せぬ事情により、ツアーは中止されました。

### 2011年
ヴァーニーはオンラインソーシャルネットワーキングサイトTwitterに参加しました。このニュースは、最終的にエターナルが将来のある時点でカムバックするという希望を多くのファンに与えました。

### 2013年
ITV2のドキュメンタリー番組であるThe Big Reunionのために再結成することを公式に発表。
ルイーズはタイムズとのインタビューで、3人が彼女なしで企画していたことを確認、グループの再結成の発表に続いて、彼らの1997年のベスト・アルバムは、2014年1月にiTunesのヒップホップ・チャートで1位に登った。グループのエピソードの放送後、彼らのグレイテスト・ヒッツ・アルバムは公式ITunesチャートで27位に入った。

### 2014年
3月、ハマースミス・アポロでコンサートを行うために再結成し、BeBe WinansとのコラボレートI Wanna Be The Only Oneを披露した。

### 2023年
9月23日、デイリーミラーは、2024年にツアーのために再結成することを計画していたと報じた。ルイーズがソロ活動を始めるためにグループを脱退して以来、グループのオリジナルラインナップが一緒に演奏したのはこれが初めてだった。しかし、ケリーとルイーズは、ベネット姉妹がLGBTQプライドイベントでの演奏を拒否したため、再会ツアーは中止となる。

### 2024年
3月、歌手のクリステル・ラフダーがEternalの新しいメンバーとしてベネット姉妹に加わり、再会の計画を継続することが発表された。
7月6日、Eternalの新しいラインナップがSuperBoxxフェスティバルに正式に復帰し、バンドの10年以上ぶりのパフォーマンスとなり、最近、彼らの公式インスタグラムページで、2025年に予定されている様々な内容を発表し、4月30日、ロンドンのスカラでワンオフライブコンサートが開催された。

## ディスコグラフィ

### スタジオ・アルバム
- 『オールウェイズ&フォーエヴァー』 - Always & Forever (1993年、EMI)
- 『パワー・オブ・ア・ウーマン』 - Power of a Woman (1995年、EMI)
- 『ビフォア・ザ・レイン』 - Before the Rain (1997年、EMI)
- 『エターナル』 - Eternal (1999年、EMI)

### コンピレーション・アルバム
- 『スーパー・ヒッツ』 - A Platinum Celebration (1995年、EMI)
- 『Who Are You?』 - Who Are You? (1996年、1st Avenue/EMI) ※EP
- 『グレイテスト・ヒッツ』 - Greatest Hits (1997年、EMI)
- 『ザ・グレイテスト』 - The Greatest (1998年、EMI) ※日本のみ
- Stay – The Essential Eternal Collection (2001年、EMI)
- Now & Forever (2002年、Disky)
- 『スーパー・ベスト』 - Essential Eternal (2002年、EMI Gold)

### シングル
- 「ステイ」 - "Stay" (1993年)
- "Save Our Love" (1994年)
- 「ジャスト・ア・ステップ・フロム・ヘヴン」 - "Just a Step from Heaven" (1994年)
- "So Good" (1994年)
- "Oh Baby I..." (1994年)
- "Crazy" (1994年)
- 「パワー・オブ・ア・ウーマン」 - "Power of a Woman" (1995年)
- "I Am Blessed" (1995年)
- "Good Thing" (1996年)
- 「フー・アー・ユー」 - "Who Are You?" (1996年)
- "Someday" (1996年) ※映画『ノートルダムの鐘』サウンドトラック英国盤に収録
- "Secrets" (1996年)
- 「ファイナリー」 - "Finally" (1997年) ※日本のみ
- 「シンク・アバウト・ミー」 - "Think About Me" (1997年) ※日本のみ
- "Don't You Love Me" (1997年)
- "I Wanna Be the Only One" (1997年) ※featuring ビービー・ワイナンズ
- "The Megamix" (1997年)
- 「エンジェル・オブ・マイン」 - "Angel of Mine" (1997年)
- 「ワッチャ・ゴナ・ドゥ」 - "What'cha Gonna Do" (1999年)